# Liste der Baudenkmäler in Enkesen (Soest)
Die Liste der Baudenkmäler in Enkesen (Soest) enthält die denkmalgeschützten Bauwerke auf dem Gebiet von Soest-Enkesen in Nordrhein-Westfalen (Stand: 1. November 2019). Diese Baudenkmäler sind in der Denkmalliste der Stadt Soest eingetragen; Grundlage für die Aufnahme ist das Denkmalschutzgesetz Nordrhein-Westfalen (DSchG NRW).

| Bild                 | Bezeichnung          | Lage                                       | Beschreibung | Bauzeit                 | Eingetragen seit | Denkmal- nummer |
| -------------------- | -------------------- | ------------------------------------------ | ------------ | ----------------------- | ---------------- | --------------- |
| Bauernhaus           | Bauernhaus           | Enkesen bei Paradiese Bruchstraße 17 Karte |              | bez. 1840               | 05.09.1986       | 370             |
| ehemaliger Bauernhof | ehemaliger Bauernhof | Enkesen bei Paradiese Heuerweg 7 Karte     |              | bez. 1786               | 15.11.1996       | 618             |
|                      |                      | Enkesen bei Paradiese Heuerweg 8 Karte     |              | um 1780                 | 26.04.2007       | 639             |
| BW                   | Hofanlage            | Enkesen bei Paradiese Bruchstraße 13 Karte |              | 1851                    | 07.05.2012       | 649             |
| BW                   | Kleinwohnhaus        | Enkesen bei Paradiese Feidweg 7 Karte      |              | verm. 1. Hälfte 18. Jh. | 07.05.2012       | 650             |

Die Angaben zu Bauzeit und Eintragung in dieser Liste entstammen, wenn nicht anders angegeben, der für diesen Eintrag angeforderten Version der Denkmalliste vom November 2019.